# Hřbetní hrbol

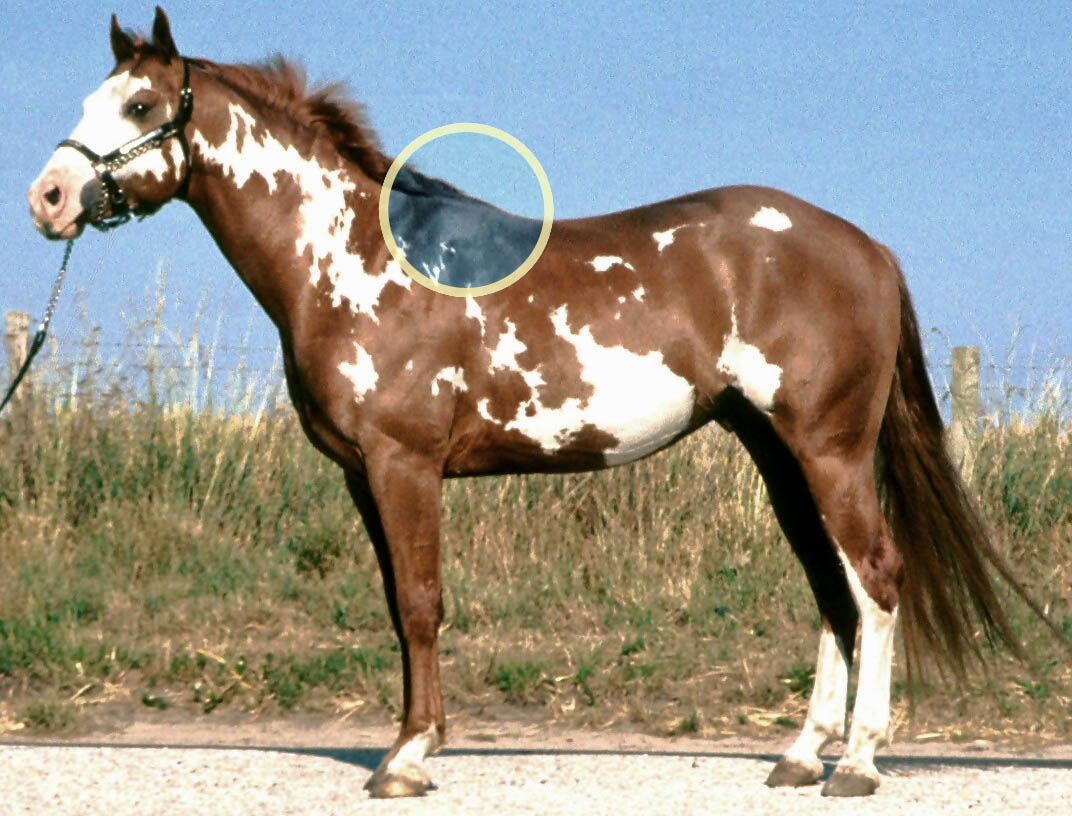
Kohoutek koně

Hřbetní hrbol neboli kohoutek se nachází na hřbetě koně či jiného savce (např. krávy, psa). Je to nejvyšší místo hřbetu, výše už má kůň pouze krk a hlavu. Z anatomického hlediska to jsou nejdelší trnové výběžky hrudních obratlů. V tomto místě se také měří kohoutková výška, což je často používaný termín zvláště pokud se hovoří o standardu určitého plemene.